# South Dorset (circonscription du Parlement britannique)
Circonscription parlementaire de la Chambre des communes
La circonscription de South Dorset est une circonscription électorale anglaise située dans le Dorset et représentée à la Chambre des communes du Parlement britannique.

## Géographie
La circonscription comprend :
- Les villes de Swanage et Weymouth
- Les villages de Studland et Fortuneswell

## Députés
Les Members of Parliament (MPs) de la circonscription sont :
| Législature                  | Années       | Député                  | Député                | Parti        |
| ---------------------------- | ------------ | ----------------------- | --------------------- | ------------ |
| South Dorset issue de Dorset |              |                         |                       |              |
| 23e                          | 1885–1886    |                         | Henry Parkman Sturgis | Libéral      |
| 24e                          | 1886–1891    |                         | Charles J. T. Hambro  | Conservateur |
| 24e                          | 1891-1892    | William Ernest Brymer   |                       | Conservateur |
| 25e                          | 1892–1895    | William Ernest Brymer   |                       | Conservateur |
| 26e                          | 1895–1900    | William Ernest Brymer   |                       | Conservateur |
| 27e                          | 1900–1906    | William Ernest Brymer   |                       | Conservateur |
| 28e                          | 1906–1910    |                         | Thomas Scarisbrick    | Libéral      |
| 29e                          | 1910–1910    |                         | Angus Hambro          | Conservateur |
| 30e                          | 1910–1918    |                         | Angus Hambro          | Conservateur |
| 31e                          | 1918–1922    | Coalition conservatrice | Angus Hambro          |              |
| 32e                          | 1922–1923    | Robert Yerburgh         | Conservateur          |              |
| 33e                          | 1923–1924    | Robert Yerburgh         | Conservateur          |              |
| 34e                          | 1924–1929    | Robert Yerburgh         | Conservateur          |              |
| 35e                          | 1929–1931    | Robert Gascoyne-Cecil   | Conservateur          |              |
| 36e                          | 1931–1935    | Robert Gascoyne-Cecil   | Conservateur          |              |
| 37e                          | 1935–1941    | Robert Gascoyne-Cecil   | Conservateur          |              |
| 37e                          | 1941-1945    | Victor Montagu          | Conservateur          |              |
| 38e                          | 1945–1950    | Victor Montagu          | Conservateur          |              |
| 39e                          | 1950–1951    | Victor Montagu          | Conservateur          |              |
| 40e                          | 1951–1955    | Victor Montagu          | Conservateur          |              |
| 41e                          | 1955–1959    | Victor Montagu          | Conservateur          |              |
| 42e                          | 1959–1962    | Victor Montagu          | Conservateur          |              |
| 42e                          | 1962-1964    |                         | Guy Barnett           | Travailliste |
| 43e                          | 1964–1966    |                         | Evelyn King           | Conservateur |
| 44e                          | 1966–1970    |                         | Evelyn King           | Conservateur |
| 45e                          | 1970–1974    |                         | Evelyn King           | Conservateur |
| 46e                          | 1974–1974    |                         | Evelyn King           | Conservateur |
| 47e                          | 1974–1979    |                         | Evelyn King           | Conservateur |
| 48e                          | 1979–1983    | Robert Gascoyne-Cecil   |                       | Conservateur |
| 49e                          | 1983–1987    | Robert Gascoyne-Cecil   |                       | Conservateur |
| 50e                          | 1987–1992    | Ian Bruce               |                       | Conservateur |
| 51e                          | 1992–1997    | Ian Bruce               |                       | Conservateur |
| 52e                          | 1997–2001    | Ian Bruce               |                       | Conservateur |
| 53e                          | 2001–2005    |                         | Jim Knight            | Travailliste |
| 54e                          | 2005–2010    |                         | Jim Knight            | Travailliste |
| 55e                          | 2010–2015    |                         | Richard Drax          | Conservateur |
| 56e                          | 2015–2017    |                         | Richard Drax          | Conservateur |
| 57e                          | 2017–2019    |                         | Richard Drax          | Conservateur |
| 58e                          | 2019–Présent |                         | Richard Drax          | Conservateur |